# Autostrada M30 (Węgry)
Autostrada M30 (węg. M30 autópálya) – autostrada na Węgrzech, w ciągu trasy europejskiej E71.
Arteria łączy Miszkolc z autostradą M3 i Tornyosnémeti na granicy ze Słowacją. Biegnie równolegle do drogi krajowej nr 3.

## Historia
M30 oddawano do użytku etapami, w latach 2002–2021.
| Z             | Do                         | Długość | Data otwarcia        |
| ------------- | -------------------------- | ------- | -------------------- |
|               | Emőd                       | 6 km    | 2002                 |
| Emőd          | Nyékládháza                | 8 km    | 2003                 |
| Nyékládháza   | Miskolc                    | 15 km   | grudzień 2004        |
| Tornyosnémeti | granica słowacko-węgierska | 2 km    | 16 stycznia 2018     |
| Miskolc       | Tornyosnémeti              | 57 km   | 26 października 2021 |

## Opłaty
Przejazd autostradą jest płatny za pomocą elektronicznej winiety, z wyłączeniem obwodnicy Miskolcu.